# Thorichthys
Thorichthys is een geslacht van straalvinnige vissen uit de familie van cichliden (Cichlidae).

## Soorten
- Thorichthys affinis (Günther, 1862)
- Thorichthys aureus (Günther, 1862)
- Thorichthys callolepis (Regan, 1904)
- Thorichthys ellioti Meek, 1904
- Thorichthys helleri (Steindachner, 1864)
- Thorichthys meeki Brind, 1918 – Vuurkeelcichlide
- Thorichthys pasionis (Rivas, 1962)
- Thorichthys socolofi (Miller & Taylor, 1984)